# Estación Corral
Estación Corral es un ejido del municipio de Cajeme ubicado en el sur del estado mexicano de Sonora, en la zona del valle del Yaqui. Según los datos del Censo de Población y Vivienda realizado en 2020 por el Instituto Nacional de Estadística y Geografía (INEGI), Estación Corral tiene un total de 1774 habitantes. El ejido fue fundado en el año de 1906 como una estación de ferrocarril.
Es conocido por ser el lugar de origen de la agrupación Su Majestad La Brissa, la cual adquirió popularidad en distintas partes de México.

## Geografía
Estación Corral se sitúa en las coordenadas geográficas 27° 37′ 42″ de latitud norte y 109°57'54" de longitud oeste del meridiano de Greenwich, a una elevación de 35 metros sobre el nivel del mar.